# Olimpia da Correggio
Olimpia da Correggio (Correggio, ... – Novellara, maggio 1551) è stata una nobile italiana.

## Biografia
Era figlia di Manfredo II da Correggio (?-1551), conte di Correggio.
Sposò Francesco II Gonzaga, conte di Novellara e il matrimonio suscitò molto scalpore per l'epoca. La giovane Olimpia, della quale Francesco si invaghì, era monaca a Correggio con il nome di suor Barbara e, sostenendo la tesi che essa fosse stata indotta troppo giovane alla vita monacale, Francesco chiese a papa Paolo III, per il tramite del vescovo di Reggio Giambattista Grossi, la sentenza di nullità. Questa giunse il 10 ottobre 1549 e Francesco sposò Olimpia nonostante l'opposizione della madre e di tutti i parenti. Due anni dopo morì di parto.

## Discendenza
Olimpia e Francesco ebbero un figlio:
- Alessandro (maggio 1551-1558)[2]

## Ascendenza
|                          |                     |                      | Genitori              |  |  | Nonni |  |  | Bisnonni                |  |  | Trisnonni                |  |
|                          |                     |                      |                       |  |  |       |  |  | Manfredo I da Correggio |  |  | Gherardo VI da Correggio |  |
|                          |                     |                      |                       |  |  |       |  |  | Manfredo I da Correggio |  |  | Gherardo VI da Correggio |  |
|                          |                     | …                    |                       |  |  |       |  |  | Manfredo I da Correggio |  |  |                          |  |
| Borso da Correggio       |                     |                      |                       |  |  |       |  |  | Manfredo I da Correggio |  |  |                          |  |
|                          |                     | Agnese Pio           | Marco I Pio           |  |  |       |  |  |                         |  |  |                          |  |
|                          |                     | Agnese Pio           | Marco I Pio           |  |  |       |  |  |                         |  |  |                          |  |
|                          |                     | Agnese Pio           | Taddea de' Roberti    |  |  |       |  |  |                         |  |  |                          |  |
| Manfredo II da Correggio |                     | Agnese Pio           |                       |  |  |       |  |  |                         |  |  |                          |  |
|                          |                     | Fritz di Brandeburgo | Giovanni l'Alchimista |  |  |       |  |  |                         |  |  |                          |  |
|                          |                     | Fritz di Brandeburgo | Giovanni l'Alchimista |  |  |       |  |  |                         |  |  |                          |  |
|                          |                     | Fritz di Brandeburgo | …                     |  |  |       |  |  |                         |  |  |                          |  |
| Francesca di Brandeburgo |                     | Fritz di Brandeburgo |                       |  |  |       |  |  |                         |  |  |                          |  |
|                          |                     | …                    | …                     |  |  |       |  |  |                         |  |  |                          |  |
|                          |                     | …                    | …                     |  |  |       |  |  |                         |  |  |                          |  |
|                          |                     | …                    | …                     |  |  |       |  |  |                         |  |  |                          |  |
| Olimpia da Correggio     |                     | …                    |                       |  |  |       |  |  |                         |  |  |                          |  |
|                          | Sigismondo I d'Este | Niccolò III d'Este   |                       |  |  |       |  |  |                         |  |  |                          |  |
|                          | Sigismondo I d'Este | Niccolò III d'Este   |                       |  |  |       |  |  |                         |  |  |                          |  |
|                          | Sigismondo I d'Este | Ricciarda di Saluzzo |                       |  |  |       |  |  |                         |  |  |                          |  |
| Ercole d'Este            | Sigismondo I d'Este |                      |                       |  |  |       |  |  |                         |  |  |                          |  |
|                          |                     | Cecilia Rachesi      | …                     |  |  |       |  |  |                         |  |  |                          |  |
|                          |                     | Cecilia Rachesi      | …                     |  |  |       |  |  |                         |  |  |                          |  |
|                          |                     | Cecilia Rachesi      | …                     |  |  |       |  |  |                         |  |  |                          |  |
| Lucrezia d'Este          |                     | Cecilia Rachesi      |                       |  |  |       |  |  |                         |  |  |                          |  |
|                          |                     | Carlo Sforza         | Galeazzo Maria Sforza |  |  |       |  |  |                         |  |  |                          |  |
|                          |                     | Carlo Sforza         | Galeazzo Maria Sforza |  |  |       |  |  |                         |  |  |                          |  |
|                          |                     | Carlo Sforza         | Lucrezia Landriani    |  |  |       |  |  |                         |  |  |                          |  |
| Angela Sforza            |                     | Carlo Sforza         |                       |  |  |       |  |  |                         |  |  |                          |  |
|                          |                     | Bianca Simonetta     | Angelo Simonetta      |  |  |       |  |  |                         |  |  |                          |  |
|                          |                     | Bianca Simonetta     | Angelo Simonetta      |  |  |       |  |  |                         |  |  |                          |  |
|                          |                     | Bianca Simonetta     | Francesca della Scala |  |  |       |  |  |                         |  |  |                          |  |
|                          |                     | Bianca Simonetta     |                       |  |  |       |  |  |                         |  |  |                          |  |